# Política da Alemanha
A Alemanha é uma república parlamentar democrática e federal, onde o poder legislativo federal é investido no Bundestag (o parlamento da Alemanha) e no Bundesrat (o órgão representativo dos Länder, os estados regionais da Alemanha).
Desde 1949, o sistema federal tem sido dominado pela União Democrata-Cristã (CDU) e pelo Partido Social-Democrata da Alemanha (SPD). O judiciário da Alemanha é independente do executivo e do legislativo, embora seja comum que membros importantes do executivo também sejam membros do legislativo. O sistema político está delineado na constituição de 1949, a Grundgesetz (Lei Fundamental), que permaneceu em vigor com pequenas alterações após a reunificação alemã em 1990.
A constituição enfatiza a proteção da liberdade individual por meio de um extenso catálogo de direitos humanos e civis e divide poderes tanto entre os níveis federal e estadual quanto entre os ramos legislativo, executivo e judiciário.
A Alemanha Ocidental foi um membro fundador da Comunidade Europeia em 1958, que se tornou a União Europeia em 1993. A Alemanha faz parte do Espaço Schengen e é membro da zona do euro desde 1999. Também integra a Organização das Nações Unidas (ONU), a OTAN, o G7, o G20 e a OCDE.
A Economist Intelligence Unit classificou a Alemanha como uma "democracia plena" em 2022. Segundo os índices de democracia da V-Dem, em 2023 a Alemanha foi o 15º país mais democrático do mundo em termos eleitorais.

## Constituição
A "Lei Fundamental para a República Federal da Alemanha" (Grundgesetz der Bundesrepublik Deutschland) é a Constituição da Alemanha. Foi formalmente aprovada em 8 de maio de 1949 e, com a assinatura dos Aliados da Segunda Guerra Mundial em 12 de maio, entrou em vigor em 23 de maio como a constituição dos estados da Alemanha Ocidental que inicialmente faziam parte da República Federal.
A Lei Fundamental de 1949 foi uma resposta às falhas percebidas na Constituição de Weimar de 1919, que não conseguiu impedir a ascensão do partido nazista em 1933. Desde 1990, no processo de reunificação após a queda do Muro de Berlim, a Lei Fundamental também passou a ser aplicada aos estados orientais da antiga República Democrática Alemã.

## Executivo

### Chefe de Estado

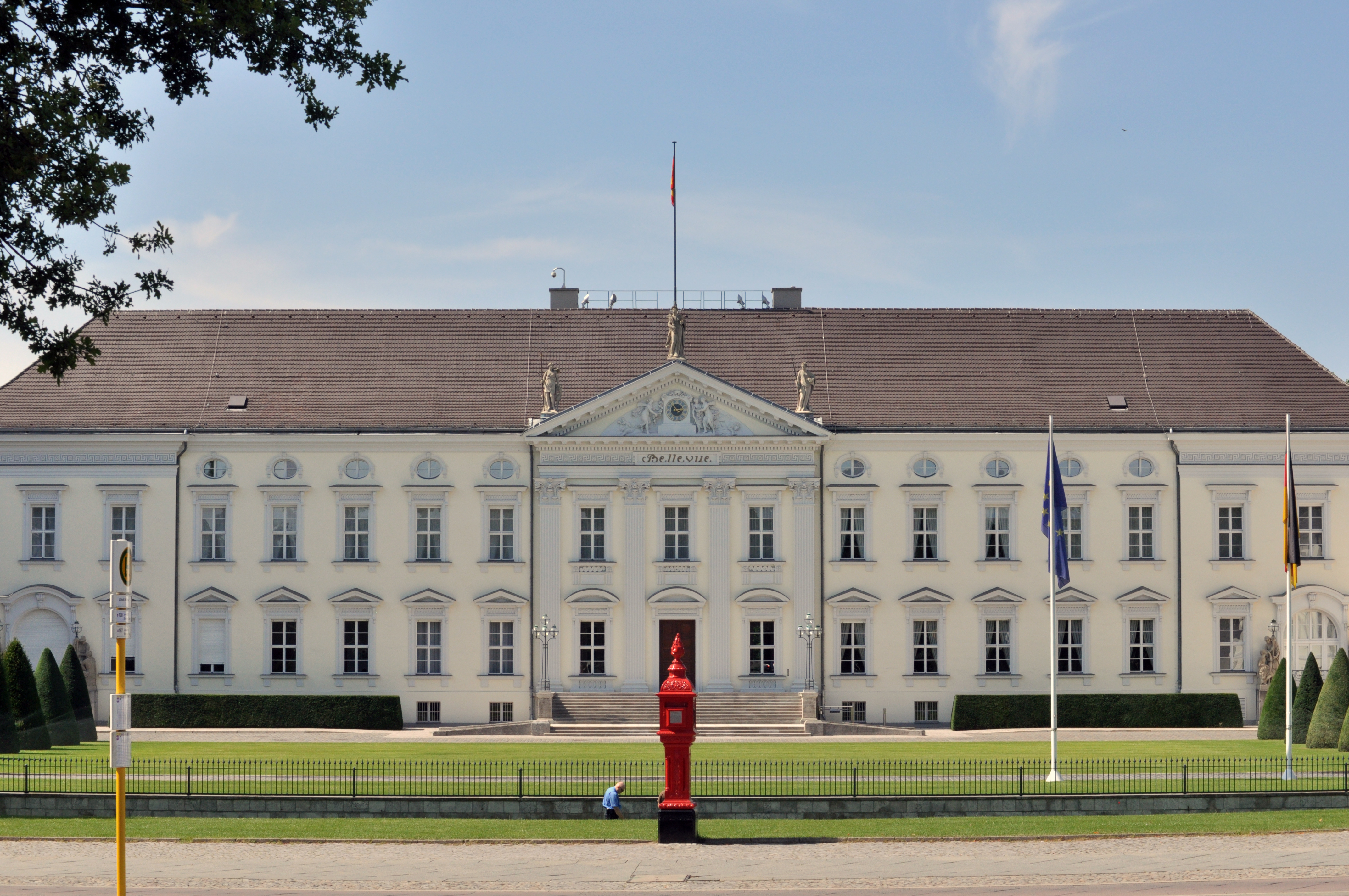
Palácio de Bellevue, residência oficial do Presidente da Alemanha

O chefe de Estado da Alemanha é o presidente federal. No sistema parlamentarista de governo alemão, o chanceler federal administra o governo e a política do dia a dia, enquanto o papel do presidente federal é majoritariamente cerimonial. Por meio de suas ações e aparições públicas, o presidente federal representa o próprio Estado, sua existência, legitimidade e unidade, exercendo um papel integrador. Quase todas as ações do presidente federal só se tornam válidas após a assinatura de um membro do governo da Alemanha.
A Constituição não obriga o presidente a se abster de opiniões políticas. Ele é esperado para orientar debates políticos e sociais gerais, mas sem vínculos com a política partidária. A maioria dos presidentes alemães foi politicamente ativa e integrante de partidos antes de assumir o cargo, o que exige uma mudança de postura ao se tornarem presidentes. A função inclui a residência oficial no Palácio de Bellevue.
Segundo o Artigo 59 (1) da Lei Fundamental, o presidente federal representa a República Federal da Alemanha em questões de direito internacional, assina tratados com estados estrangeiros em seu nome e credencia diplomatas.
Todas as leis federais devem ser assinadas pelo presidente antes de entrarem em vigor. Embora ele não tenha um veto formal, as condições para recusar assinar uma lei por inconstitucionalidade são debatidas. O cargo é atualmente ocupado por Frank-Walter Steinmeier (desde 2017).
O presidente federal tem um papel no sistema político, especialmente na formação de um novo governo e na dissolução do Bundestag (parlamento). Normalmente, essa função é nominal, mas pode se tornar significativa em momentos de instabilidade política. Além disso, o presidente, juntamente com o Conselho Federal, pode apoiar o governo em um "estado de emergência legislativo" para aprovar leis contra a vontade do Bundestag (Artigo 81 da Lei Fundamental). No entanto, até hoje, o presidente federal nunca precisou recorrer a esses "poderes de reserva".

### Chefe de governo

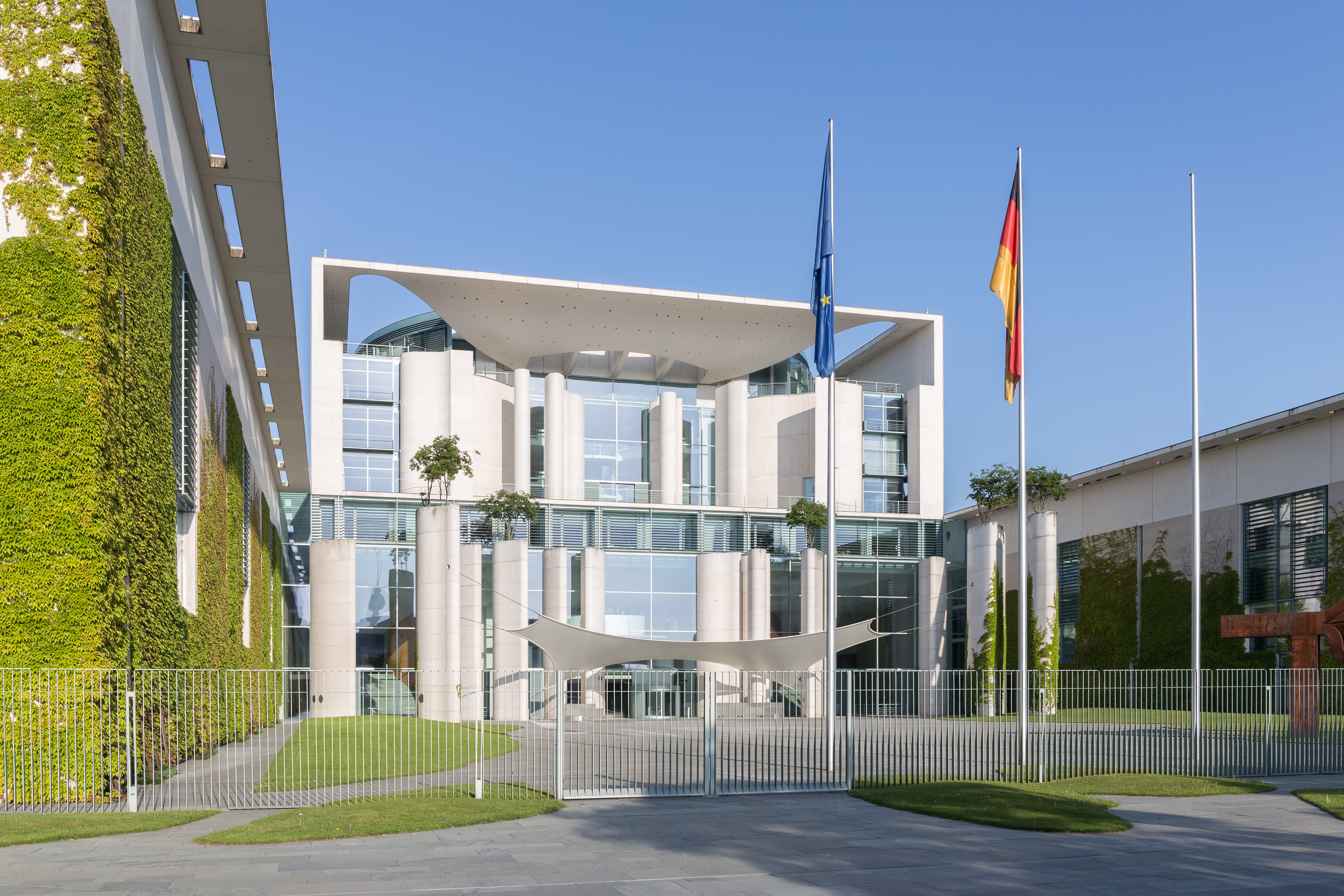
Chancelaria Federal

O Bundeskanzler (chanceler federal) é o chefe da Bundesregierung (governo federal) e, assim, do poder executivo do governo da Alemanha. Ele é eleito pelo Bundestag (parlamento alemão) e é responsável perante ele. Os outros membros do governo são os ministros federais, escolhidos pelo chanceler. Dessa forma, a Alemanha pode ser classificada como um sistema parlamentarista, semelhante ao Reino Unido. O cargo é atualmente ocupado por Olaf Scholz (desde 2021).
O chanceler não pode ser destituído durante seu mandato de quatro anos, a menos que o Bundestag tenha concordado com um sucessor. Esse mecanismo, chamado de voto de desconfiança construtivo, foi criado para evitar situações como as da [República de Weimar]], onde o executivo frequentemente não tinha apoio suficiente para governar, mas o parlamento era fragmentado demais para nomear um sucessor. O sistema atual também impede que o chanceler convoque eleições antecipadas.
Exceto nos períodos de 1969–1972 e 1976–1982, quando os chanceleres sociais-democratas Willy Brandt e Helmut Schmidt ficaram em segundo lugar nas eleições, o chanceler sempre foi o candidato do maior partido, geralmente apoiado por uma coalizão de dois partidos com maioria no parlamento. O chanceler nomeia um dos ministros federais como seu vice, que tem o título informal de vice-chanceler (em alemão: Vizekanzler). Atualmente, esse cargo é ocupado por Robert Habeck (desde 2021).

### Gabinete
O Gabinete Alemão (Bundeskabinett ou Bundesregierung) é o principal órgão executivo da República Federal da Alemanha. Ele é composto pelo chanceler e pelos ministros do gabinete. Os fundamentos da organização do gabinete estão estabelecidos nos artigos 62 a 69 da Lei Fundamental (Grundgesetz). O atual gabinete é o de Olaf Scholz, em exercício desde 2021.

## Legislativo
O poder legislativo federal na Alemanha é dividido entre o Bundestag e o Bundesrat. O Bundestag é eleito diretamente pelo povo alemão, enquanto o Bundesrat representa os governos dos estados regionais (Länder). O legislativo federal possui poderes de jurisdição exclusiva e jurisdição concorrente com os estados em áreas especificadas na Constituição.
O Bundestag é mais poderoso que o Bundesrat e só precisa do consentimento deste último para legislações relacionadas à arrecadação de receitas compartilhadas entre os governos federal e estadual, bem como à imposição de responsabilidades sobre os estados. Na prática, no entanto, o acordo do Bundesrat no processo legislativo é frequentemente necessário, pois muitas leis federais precisam ser executadas por agências estaduais ou locais. Em caso de desacordo entre o Bundestag e o Bundesrat, qualquer uma das partes pode recorrer ao Vermittlungsausschuss (Comitê de Mediação), um órgão semelhante a uma comissão de conferência, composto por 16 membros do Bundesrat e 16 do Bundestag, para buscar um compromisso.

### Bundestag

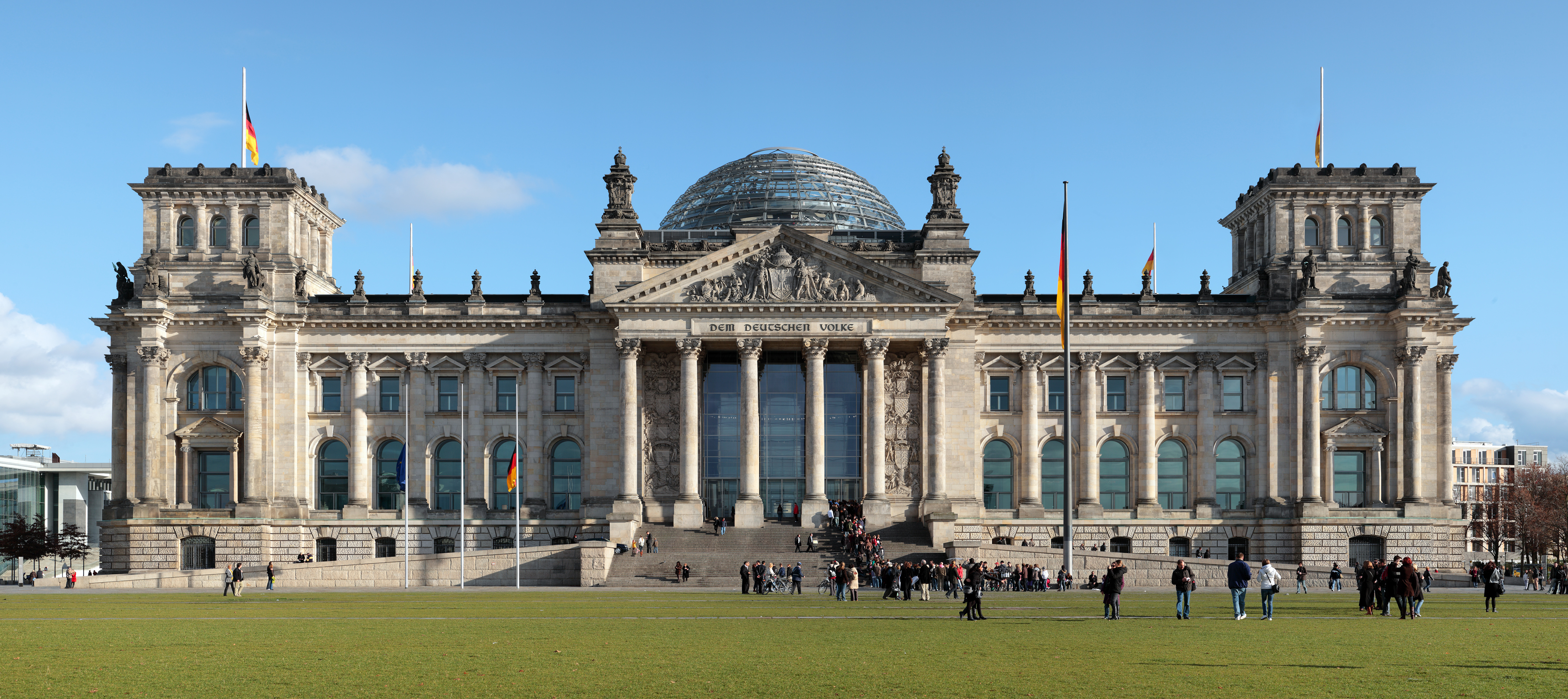
Palácio do Reichstag

O Bundestag (Câmara Federal) é eleito para um mandato de quatro anos e consiste em 598 ou mais membros eleitos por um sistema de representação proporcional mista, que os alemães chamam de "representação proporcional personalizada". Dos 598 membros, 299 são eleitos diretamente em distritos uninominais pelo sistema first-past-the-post (Direktmandat), enquanto os demais (Listenkandidat) são escolhidos a partir de listas partidárias estaduais.
Para obter assentos no Bundestag além dos distritais, um partido deve alcançar pelo menos 5% dos votos nacionais ou vencer três distritos eleitorais. Essa regra, chamada de "cláusula de barreira de 5%", foi implementada para evitar fragmentação política e impedir que partidos minoritários adquiram influência desproporcional. No entanto, partidos que representam minorias étnicas estão isentos dessa exigência.
Se um partido conquistar menos assentos distritais do que sua parcela de votos nacionais, ele recebe cadeiras adicionais da lista estadual para compensar a diferença. Por outro lado, se um partido ganhar mais assentos distritais do que proporcionalmente deveria ter, ele mantém esses chamados "mandatos excedentes" (Überhangmandate). Desde 2013, para equilibrar essa distorção, outros partidos recebem "mandatos de compensação" (Ausgleichsmandate), resultando no maior Bundestag da história, com 736 membros na atual legislatura.
Uma reforma eleitoral aprovada em 2023 limitará o tamanho do Bundestag a 630 membros nas próximas eleições federais. Além disso, partidos que não atingirem o limite de 5% dos votos nacionais perderão o direito de ocupar assentos, mesmo que conquistem três distritos uninominais. O sistema de mandatos excedentes e de compensação será abolido. Partidos da oposição anunciaram que irão contestar essa decisão no Tribunal Constitucional Federal.
As primeiras eleições do Bundestag ocorreram em 14 de agosto de 1949, na então Alemanha Ocidental. Após a reunificação alemã, as primeiras eleições para um Bundestag unificado foram realizadas em 2 de dezembro de 1990. A última eleição federal ocorreu em 23 de fevereiro de 2025.

## Judiciário

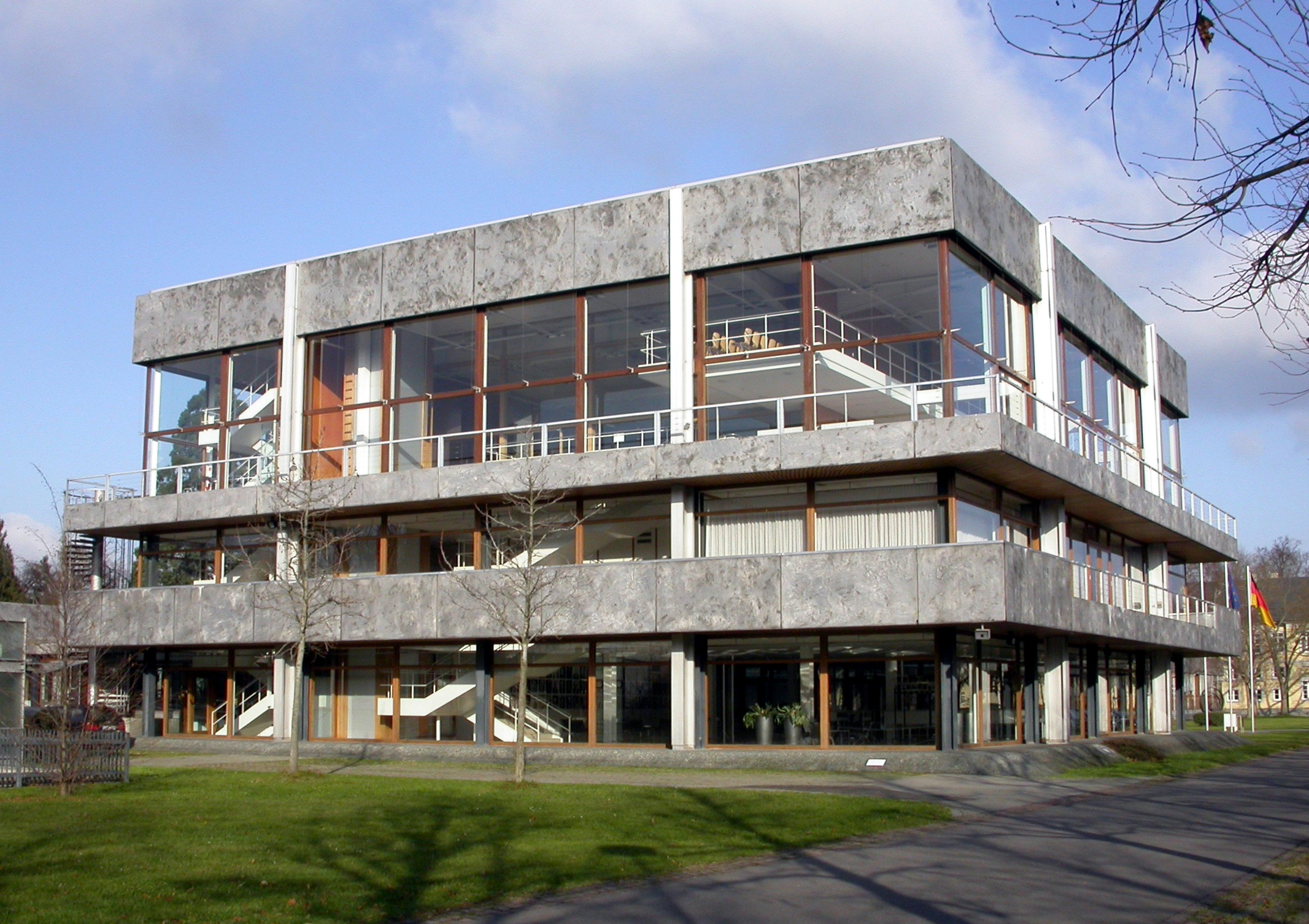
Tribunal Constitucional em Karlsruhe

A Alemanha segue a tradição do direito civil e seu sistema judiciário é composto por três tipos de tribunais:
- Tribunais ordinários – Lidam com casos criminais e a maioria dos casos civis. São os mais numerosos. O Tribunal de Justiça Federal da Alemanha (Bundesgerichtshof) é o mais alto tribunal ordinário e também a mais alta instância de apelação.
- Tribunais especializados – Julgam casos relacionados a direito administrativo, trabalhista, social, fiscal e de patentes.
- Tribunais constitucionais – Responsáveis pela revisão judicial e interpretação da Constituição. O Tribunal Constitucional Federal (Bundesverfassungsgericht) é a mais alta instância para questões constitucionais.

A principal diferença entre o Tribunal Constitucional Federal e o Tribunal Federal de Justiça é que o primeiro só pode ser acionado se houver uma questão constitucional envolvida (por exemplo, uma possível violação dos direitos humanos em um julgamento criminal). Já o Tribunal Federal de Justiça pode ser acionado em qualquer tipo de caso dentro de sua competência.

## Divisões administrativas
A Alemanha é composta por dezesseis estados, coletivamente chamados de Länder.  Devido às diferenças de tamanho e população, a subdivisão desses estados varia, especialmente entre os estados-cidades (Stadtstaaten) e os estados com territórios maiores (Flächenländer). Para fins administrativos regionais, cinco estados, a saber, Baden-Württemberg, Baviera, Hesse, Renânia do Norte-Vestfália e Saxônia, consistem em um total de 22 Distritos Governamentais (Regierungsbezirke). Desde 2009, a Alemanha está dividida em 403 distritos (Kreise) no nível municipal, sendo 301 distritos rurais e 102 distritos urbanos.
| Mapa (Clicável) | Estado                          | Capital     | Área (km2) | População  |
| --- | ------------------------------- | ----------- | ---------- | ---------- |
| Baixa Saxônia Bremen Hamburgo Mecklemburgo- Pomerânia Ocidental Saxônia-Anhalt Saxônia Brandemburgo Berlim Turíngia Hesse Renânia do Norte- Vestfália Renânia Palatinado Baviera Baden- Württemberg Sarre Schleswig-Holstein | Baden-Württemberg               | Estugarda   | 35.752     | 10.717.000 |
| Baixa Saxônia Bremen Hamburgo Mecklemburgo- Pomerânia Ocidental Saxônia-Anhalt Saxônia Brandemburgo Berlim Turíngia Hesse Renânia do Norte- Vestfália Renânia Palatinado Baviera Baden- Württemberg Sarre Schleswig-Holstein | Baviera                         | Munique     | 70.549     | 12.444.000 |
| Baixa Saxônia Bremen Hamburgo Mecklemburgo- Pomerânia Ocidental Saxônia-Anhalt Saxônia Brandemburgo Berlim Turíngia Hesse Renânia do Norte- Vestfália Renânia Palatinado Baviera Baden- Württemberg Sarre Schleswig-Holstein | Berlim                          | Berlim      | 892        | 3.400.000  |
| Baixa Saxônia Bremen Hamburgo Mecklemburgo- Pomerânia Ocidental Saxônia-Anhalt Saxônia Brandemburgo Berlim Turíngia Hesse Renânia do Norte- Vestfália Renânia Palatinado Baviera Baden- Württemberg Sarre Schleswig-Holstein | Brandemburgo                    | Potsdam     | 29.477     | 2.568.000  |
| Baixa Saxônia Bremen Hamburgo Mecklemburgo- Pomerânia Ocidental Saxônia-Anhalt Saxônia Brandemburgo Berlim Turíngia Hesse Renânia do Norte- Vestfália Renânia Palatinado Baviera Baden- Württemberg Sarre Schleswig-Holstein | Bremen                          | Bremen      | 404        | 663.000    |
| Baixa Saxônia Bremen Hamburgo Mecklemburgo- Pomerânia Ocidental Saxônia-Anhalt Saxônia Brandemburgo Berlim Turíngia Hesse Renânia do Norte- Vestfália Renânia Palatinado Baviera Baden- Württemberg Sarre Schleswig-Holstein | Hamburgo                        | Hamburgo    | 755        | 1.735.000  |
| Baixa Saxônia Bremen Hamburgo Mecklemburgo- Pomerânia Ocidental Saxônia-Anhalt Saxônia Brandemburgo Berlim Turíngia Hesse Renânia do Norte- Vestfália Renânia Palatinado Baviera Baden- Württemberg Sarre Schleswig-Holstein | Hesse                           | Wiesbaden   | 21.115     | 6.098.000  |
| Baixa Saxônia Bremen Hamburgo Mecklemburgo- Pomerânia Ocidental Saxônia-Anhalt Saxônia Brandemburgo Berlim Turíngia Hesse Renânia do Norte- Vestfália Renânia Palatinado Baviera Baden- Württemberg Sarre Schleswig-Holstein | Meclemburgo-Pomerânia Ocidental | Schwerin    | 23.174     | 1.720.000  |
| Baixa Saxônia Bremen Hamburgo Mecklemburgo- Pomerânia Ocidental Saxônia-Anhalt Saxônia Brandemburgo Berlim Turíngia Hesse Renânia do Norte- Vestfália Renânia Palatinado Baviera Baden- Württemberg Sarre Schleswig-Holstein | Baixa Saxônia                   | Hanôver     | 47.618     | 8.001.000  |
| Baixa Saxônia Bremen Hamburgo Mecklemburgo- Pomerânia Ocidental Saxônia-Anhalt Saxônia Brandemburgo Berlim Turíngia Hesse Renânia do Norte- Vestfália Renânia Palatinado Baviera Baden- Württemberg Sarre Schleswig-Holstein | Renânia do Norte-Vestfália      | Düsseldorf  | 34.043     | 18.075.000 |
| Baixa Saxônia Bremen Hamburgo Mecklemburgo- Pomerânia Ocidental Saxônia-Anhalt Saxônia Brandemburgo Berlim Turíngia Hesse Renânia do Norte- Vestfália Renânia Palatinado Baviera Baden- Württemberg Sarre Schleswig-Holstein | Renânia-Palatinado              | Mainz       | 19.847     | 4.061.000  |
| Baixa Saxônia Bremen Hamburgo Mecklemburgo- Pomerânia Ocidental Saxônia-Anhalt Saxônia Brandemburgo Berlim Turíngia Hesse Renânia do Norte- Vestfália Renânia Palatinado Baviera Baden- Württemberg Sarre Schleswig-Holstein | Saarland                        | Saarbrücken | 2.569      | 1.056.000  |
| Baixa Saxônia Bremen Hamburgo Mecklemburgo- Pomerânia Ocidental Saxônia-Anhalt Saxônia Brandemburgo Berlim Turíngia Hesse Renânia do Norte- Vestfália Renânia Palatinado Baviera Baden- Württemberg Sarre Schleswig-Holstein | Saxônia                         | Dresden     | 18.416     | 4.296.000  |
| Baixa Saxônia Bremen Hamburgo Mecklemburgo- Pomerânia Ocidental Saxônia-Anhalt Saxônia Brandemburgo Berlim Turíngia Hesse Renânia do Norte- Vestfália Renânia Palatinado Baviera Baden- Württemberg Sarre Schleswig-Holstein | Saxônia-Anhalt                  | Magdeburg   | 20.445     | 2.494.000  |
| Baixa Saxônia Bremen Hamburgo Mecklemburgo- Pomerânia Ocidental Saxônia-Anhalt Saxônia Brandemburgo Berlim Turíngia Hesse Renânia do Norte- Vestfália Renânia Palatinado Baviera Baden- Württemberg Sarre Schleswig-Holstein | Schleswig-Holstein              | Kiel        | 15.763     | 2.829.000  |
| Baixa Saxônia Bremen Hamburgo Mecklemburgo- Pomerânia Ocidental Saxônia-Anhalt Saxônia Brandemburgo Berlim Turíngia Hesse Renânia do Norte- Vestfália Renânia Palatinado Baviera Baden- Württemberg Sarre Schleswig-Holstein | Turíngia                        | Erfurt      | 16.172     | 2.355.000  |

## Divisão Leste-Oeste
|                                                      |  |                                                |
| AfD (em azul) na eleição federal na Alemanha em 2025 |  | AfD nas eleições europeias de 2024 na Alemanha |

A divisão entre a Alemanha Oriental e Ocidental pode ser observada nas eleições alemãs contemporâneas. A Alternativa para a Alemanha (AfD), um partido populista de direita, tem um reduto na antiga Alemanha Oriental. O partido populista de esquerda Die Linke (que tem raízes na SED) também costumava ter um reduto no Leste. O partido de extrema-direita Nacional Democrático da Alemanha (NPD) tinha representação no Leste, onde eram mais fortes.
Isso é uma grande diferença em relação à Alemanha Ocidental, onde partidos mais centristas, como o CDU/CSU, SPD, Os Verdes e o FDP dominam.